# Los descendientes
Los descendientes (en inglés, The Descendants) es una película dramática de 2011 dirigida, producida y escrita por Alexander Payne, basada en la novela homónima de Kaui Hart Hemmings. Fue presentada en el Festival de Cine de Toronto, Canadá, el 10 de septiembre de 2011. La película ganó dos premios Globo de Oro, en las categorías de mejor película dramática y mejor actor dramático, este último para George Clooney. También ganó el Óscar al mejor guion adaptado.

## Argumento
Matt King (George Clooney) es un abogado que vive en Honolulu y es el único fiduciario que controla 25.000 hectáreas de tierras vírgenes de la isla de Kauai. Él ha sido capaz de administrar su dinero; la mayoría de los primos de Matt dilapidaron su parte de la herencia. La confianza expirará en siete años debido a la regla contra perpetuos, por lo que la familia King ha decidido vender la tierra al nativo de Kauai Don Holitzer para su desarrollo inmobiliario. Justo antes de que los miembros de la familia estén dispuestos a aprobar formalmente el acuerdo, un accidente de navegación cerca de Waikiki deja a la esposa de Matt, Elizabeth (Patricia Hastie), en estado de coma.
Matt y Elizabeth tienen dos hijas, Scottie (Amara Miller), de 10 años, y Alex (Shailene Woodley), de 17 años. Matt no tiene un trato cercano con sus hijas y se refiere a sí mismo como el "padre en reserva". Con Elizabeth en coma en el Hospital de la Reina, se ve obligado a confrontar el comportamiento inadecuado de Scottie con otros niños y las formas destructivas de Alex.
Matt se entera de que Elizabeth nunca despertará de su coma, lo que significa que, bajo los términos de su testamento vital, debe ser desconectada en breve del soporte vital. Él le dice a Alex, pero no a Scottie, que Elizabeth no se recuperará y se debe permitir que muera. Para consternación de Matt, Alex inicialmente se niega a ver a su madre. Ella le revela a su padre que Elizabeth tenía una aventura en el momento del accidente, que causó un distanciamiento importante entre la madre y su hija. Matt se enfrenta a dos amigos de la familia, Kai (Mary Birdsong) y Mark (Rob Huebel). Después de escuchar la noticia de la inminente muerte de Elizabeth, Kai le dice a Matt que Elizabeth estaba pensando en dejarlo por otro hombre, y le dice que el amante de Elizabeth se llama Brian Speer (Matthew Lillard).
Matt decide buscar a Brian y le dice a Alex que Elizabeth pronto estará muerta y que tiene la oportunidad de visitarla, mientras ella todavía está viva. Él descubre que Brian es un agente inmobiliario actualmente de vacaciones en Kauai. Después de informar a la familia del pronóstico terminal de Elizabeth, Matt, junto con las chicas y el amigo vago de Alex, Sid (Nick Krause), viaja a Kauai para encontrar a Brian.
Matt va a correr por la playa y pasa junto a un hombre, que reconoce como Brian. Él le sigue y le ve entrar en una casa de vacaciones, propiedad del primo de Matt, Hugh (Beau Bridges). Hugh le dice que Brian es el cuñado de Don Holitzer, y si Matt y su familia venden la tierra a Holitzer, Brian ganará un montón de dinero de las comisiones cuando la tierra se urbanice.
Matt va a la casa de vacaciones de la playa y se presenta como el marido de Elizabeth. Él le dice a Brian que él está allí para hacerle saber que Elizabeth va a morir en unos días y le quiere dar a Brian una oportunidad de decirle adiós. Brian le dice que, mientras que Elizabeth lo amaba, para él era solo una aventura, y él ama a su esposa y a su familia. También le dice a Matt que está apenado por el dolor que causó.
Matt se reúne con sus muchos primos a votar sobre el destino de las 25.000 hectáreas de la familia. El voto de la mayoría es para Don Holitzer, pero Matt ha cambiado de opinión y decide quedarse con la tierra y encontrar una solución diferente. Conmocionado, Hugh le dice a Matt que él y los otros primos pueden tomar acciones legales, pero Matt no se deja intimidar.
En el Hospital de la Reina, Elizabeth es desconectada. Su padre, Scott (Robert Forster), la visita, y le dice a Matt que debería haber sido un marido más generoso y amoroso a Elizabeth, a quien describe como una mujer buena y fiel. Matt está de acuerdo con él, pero decide no revelar los detalles de la historia de Elizabeth a su padre. Más tarde, Julie Speer (Judy Greer) llega, diciendo que Matt es ahora consciente de la relación entre Elizabeth y su esposo. 
Julie perdona a Elizabeth, a pesar de que ella guarda un profundo rencor por la destrucción de su familia. Alex y Scottie dicen su despedida final. Finalmente llega a un acuerdo con su esposa en acto de traición, Matt la besa tiernamente y le dice adiós. Más tarde, Matt, Alex y Scottie dispersan las cenizas de Elizabeth en el océano cerca de Waikiki. La película termina con los tres acurrucados en el sofá de la sala, comiendo helado y viendo La marche de l'empereur, compartiendo la colcha que estaba en la cama donde murió Elizabeth.

## Reparto
- George Clooney como Matt King
- Shailene Woodley como Alexandra King
- Amara Miller como Scottie King
- Matthew Lillard como Brian Speer
- Beau Bridges como Hugh
- Judy Greer como Julie Speer
- Robert Forster como Scott Thorson
- Patricia Hastie como Elizabeth

## Producción

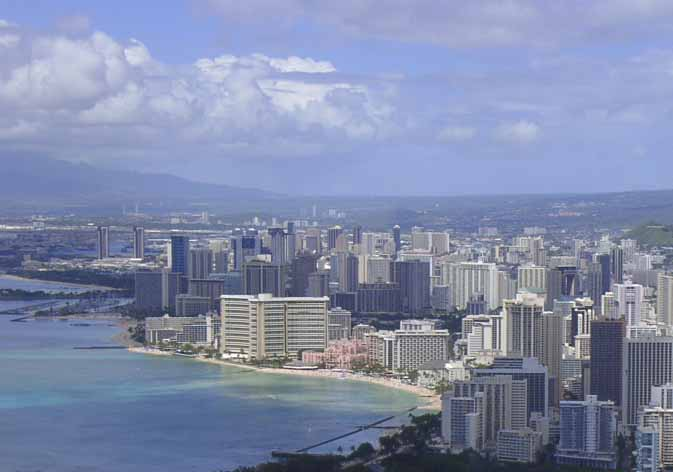
El filme fue rodado en la ciudad hawaiana de Honolulu.

La película se empezó a rodar el 15 de marzo de 2010. Fue filmada íntegramente en el estado de Hawái, en las ciudades de Honolulu y Kauai. Durante el proceso de creación del reparto, Amanda Seyfried audicionó para interpretar el personaje de la hija mayor de Matt King, interpretado por Clooney. Alexander Payne y George Clooney estuvieron a punto de trabajar juntos en el drama Sideways (2004), cuando el actor expresó su deseo de dar vida a Jack, personaje que finalmente recayó en Thomas Haden Church. El director no estuvo de acuerdo con que Clooney formara parte del reparto de aquel film, alegando que quería a alguien menos conocido para interpretarlo.
El póster de la cinta fue presentado el 23 de marzo de 2011, y el primer tráiler fue lanzado por Fox Searchlight dos días después, el 25 de mayo de 2011. El filme fue considerado como uno de los potenciales candidatos para competir en el Festival de Cine de Cannes, Francia, en 2011.

## Recepción

### Respuesta crítica
Según el sitio web especializado Rotten Tomatoes, la película obtuvo un 90% de comentarios positivos de los críticos, llegando a la siguiente conclusión: «Divertida, conmovedora y muy bien interpretada, The Descendants captura el desorden impredecible de la vida con elocuencia y una gracia poco común». Peter Travers escribió para Rolling Stone que «The Descendants es prácticamente perfecta. El director Alexander Payne es un maestro de la comedia humana y George Clooney nunca se ha expuesto a la cámara tan abiertamente». A. O. Scott señaló para The New York Times que «llamar perfecta a The Descendants podría ser una especie de insulto, una traición a su compromiso, a su celebración de la imperfercción humana. Es imposible distinguir sus fallos de sus placeres». Según el sitio web Metacritic, obtuvo un 84% de críticas positivas, basado en 33 comentarios, de los cuales 28 fueron positivos.

### Taquilla
Estrenada en 29 cines estadounidenses, la película debutó en décima posición con un millón de dólares, con una media por sala de 41.038 dólares —siendo la media más elevada de todos los films en exhibición—, por delante de Paranormal Activity 3 y por detrás de In Time. En Estados Unidos recaudó 82 millones de dólares, lo que sumado a las recaudaciones internacionales da una cifra total de 171 millones de dólares. Se desconoce cuál fue el presupuesto invertido en la producción. En la siguiente tabla se muestran los diez primeros países donde mayores cifras obtuvo:
| País           | Recaudación (en USD) |
| -------------- | -------------------- |
| Estados Unidos | 82.584.160           |
| Australia      | 15.947.488           |
| Reino Unido    | 12.908.681           |
| España         | 11.293.549           |
| Alemania       | 6.049.147            |
| Francia        | 5.747.561            |
| Italia         | 4.283.049            |
| Brasil         | 3.767.380            |
| Países Bajos   | 2.510.197            |
| México         | 2.365.365            |

## Premios y nominaciones
Premios Óscar
| Año  | Categoría            | Persona                            | Resultado |
| ---- | -------------------- | ---------------------------------- | --------- |
| 2011 | Mejor película       | Mejor película                     | Candidata |
| 2011 | Mejor director       | Alexander Payne                    | Candidato |
| 2011 | Mejor actor          | George Clooney                     | Candidato |
| 2011 | Mejor guion adaptado | Nat Faxon Alexander Payne Jim Rash | Ganadores |
| 2011 | Mejor montaje        | Kevin Tent                         | Candidato |

Globos de Oro
| Año  | Categoría               | Persona                            | Resultado  |
| ---- | ----------------------- | ---------------------------------- | ---------- |
| 2011 | Mejor película - Drama  | Mejor película - Drama             | Ganadora   |
| 2011 | Mejor director          | Alexander Payne                    | Candidato  |
| 2011 | Mejor actor - Drama     | George Clooney                     | Ganador    |
| 2011 | Mejor actriz de reparto | Shailene Woodley                   | Candidata  |
| 2011 | Mejor guion             | Alexander Payne Nat Faxon Jim Rash | Candidatos |

Premios BAFTA
| Año  | Categoría            | Persona                            | Resultado  |
| ---- | -------------------- | ---------------------------------- | ---------- |
| 2011 | Mejor película       | Mejor película                     | Candidata  |
| 2011 | Mejor actor          | George Clooney                     | Candidato  |
| 2011 | Mejor guion adaptado | Alexander Payne Nat Faxon Jim Rash | Candidatos |

Premios del Sindicato de Actores
| Año  | Categoría     | Persona        | Resultado  |
| ---- | ------------- | -------------- | ---------- |
| 2011 | Mejor actor   | George Clooney | Candidato  |
| 2011 | Mejor reparto | Mejor reparto  | Candidatos |

Independent Spirit Awards
| Año  | Categoría               | Persona                            | Resultado |
| ---- | ----------------------- | ---------------------------------- | --------- |
| 2011 | Mejor película          | Mejor película                     | Candidata |
| 2011 | Mejor director          | Alexander Payne                    | Candidato |
| 2011 | Mejor actriz de reparto | Shailene Woodley                   | Ganadora  |
| 2011 | Mejor guion             | Alexander Payne Nat Faxon Jim Rash | Ganadores |

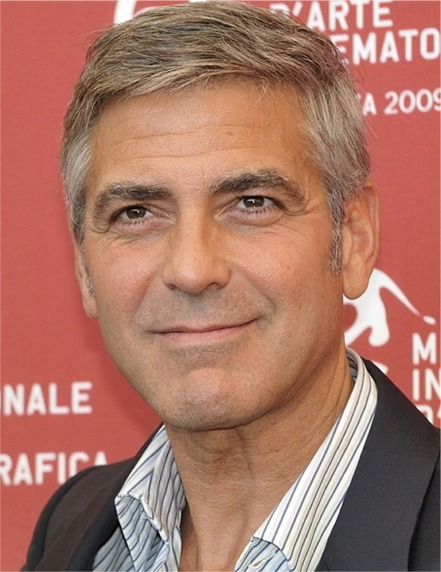
George Clooney interpretó a Matt King.

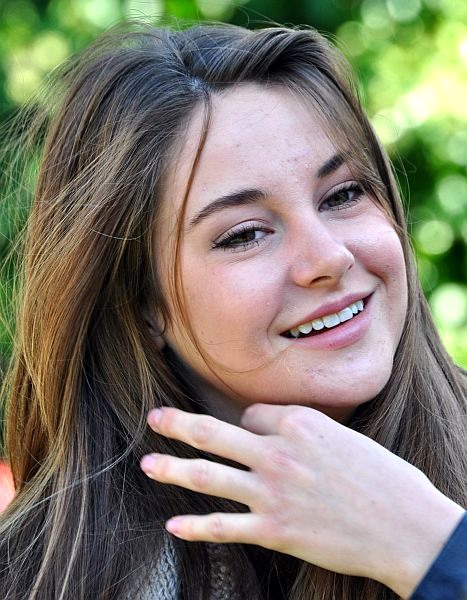
Shailene Woodley interpretó a Alexandra King.

George Clooney y Shailene Woodley fueron premiados por sus interpretaciones en el Hollywood Film Festival. La cinta, además, fue candidata como «mejor película» en el London Film Festival, donde George Clooney y Alexander Payne presentaron el filme. Clooney y Woodley ganaron en las categorías de «mejor actor» y «mejor actriz de reparto», respectivamente, en el National Board of Review. También recibió al premio al «mejor guion adaptado» y fue candidata a la «mejor película» en dichos premios. Fue candidata a siete premios de la Broadcast Film Critics Association, a «mejor película», «mejor director» (Payne), «mejor actor» (Clooney), «mejor actriz de reparto» (Woodley), «mejor actriz joven» (Woodley), «mejor guion adaptado» y «mejor reparto». Ganó en la categoría de «mejor actor».